# リード・フレアー
リード・フレアー（Reid Flair、1988年2月26日 - 2013年3月29日）は、アメリカ合衆国のプロレスラー。
本名、リチャード・リード・フレイアー（Richard Reid Fliehr）、ノースカロライナ州シャーロット出身。
ネイチャー・ボーイとして知られるリック・フレアーの息子。姉はWWEでシャーロットのリングネームで活動しているアシュリー・フレアー。異母兄弟にデビッド・フレアーがいる。

## 来歴
プロレスに興味がなかった異母兄弟の兄であるデビッドとは違い、幼少時代からプロレスラーを志す。高校時代にはアマレスで多数の賞を獲得。父のリックを尊敬しており、大会中に他校の選手からリックを馬鹿にされたことに激怒し喧嘩をして問題を起こしたことがある。
1998年、過去に存在したメジャー団体であったWCWでテレビ初登場し、エリック・ビショフと試合をして勝利し、2000年にはリックとタッグを組んで、ビンス・ルッソーと試合するなど二度のプロレスの試合を経験している。
2008年、WWEのホール・オブ・フェイムにて、リックの殿堂入りを家族と共に出演。そしてプロレスラーとなるためにハーリー・レイスが主宰するWLWの練習生として本格的にトレーニングを開始。12月にリックとハルク・ホーガンの共同主催のスーパーショーにてプロレスラーとしてデビューを果たす。タッグパートナーはリックとデビッド、相手はナスティ・ボーイズとジミー・ハート。そしてレフェリーにはホーガンという豪華なメンバーであった。
2009年からNWAの加盟団体を転戦し、グレッグ・バレンタインやCW・アンダーソン、バフ・バグウェルといった往年の名レスラーたちの胸を借りて試合をこなし、NWAミッドアトランティック・ヘリテイジ王座を獲得。
2010年5月、リックが所属するTNAと未契約ながら所属レスラーとして在籍。また、同年にはデビッドと共にLucha Libre USAに参戦している。
2013年1月、初来日し、全日本プロレスに参戦。同月26日の新春シャイニング・シリーズにて出場予定となっていたリックが大会開始前に欠場することが決定したために代理で出場。武藤敬司とタッグを組み、藤波辰爾 & 真田聖也組と対戦するが敗れた。全日本プロレスには初参戦後、引き続きツアーに同行した。
全日本プロレス参戦後、アメリカに帰国するが、3月29日にシャーロットのホテルにて死去した姿が発見された。死因については不明であるが、薬物の過剰摂取が原因と見られている。4月にはリックとBTW（Big Time Wrestling）に参戦する予定であった。

## その他
- 3人の兄弟がいるが、姉のメーガンと兄のデビッドとは異母兄弟であり、姉のアシュリーとが正式な兄弟となる。リックの元妻であるエリザベスに育てられた。
- 2007年6月に暴行事件を起こし、逮捕された経歴がある（翌年には姉のアシュリーも暴行事件を起こして逮捕されている）。
- 2009年3月には運転免許失効中にもかかわらず、車を運転をして逮捕された（保釈金を払って釈放）。
- 2009年4月には車の衝突事故を起こし、リードの車の中からヘロインが見つかって重罪となった。ここでもまた、保釈金を払って釈放された。

## 得意技
- フィギュア・フォー・レッグロック
- ドロップキック
- ロシアン・レッグスウィープ

## 獲得タイトル
NWA
- NWAミッドアトランティック・ヘリテイジ王座